# Derek Temple
Derek William Temple (* 13. November 1938 in Liverpool) ist ein ehemaliger englischer Fußballspieler.

## Leben und Karriere
Temple begann seine Karriere 1957 beim FC Everton im Alter von 19 Jahren. Der Engländer blieb den Toffees bis 1967 treu. Während Harry Catterick Trainer des FC Everton war, wurde er zum linken Mittelfeldspieler. In der Meistersaison konnte Temple wegen einer Operation am Knie kein einziges Spiel bestreiten. 1966 gewann er den englischen Pokal, wobei er im Finale 90 Minuten durchspielte. Zu dieser Zeit wurde er das erste und letzte Mal für die englische Fußballnationalmannschaft einberufen. Er durfte gegen Deutschland ran. 1967 wechselte Temple zu Preston North End für die Ablösesumme von 35.000 £. 1970 wechselte er noch für zwei Jahre zu Wigan Athletic, danach beendete er seine aktive Karriere.

## Stationen
- FC Everton 1957–1967
- Preston North End 1967–1970
- Wigan Athletic 1970–1972

## Erfolge
- 1 × englischer Pokalsieger 1966